# Gäddtjärnen (Sättna socken, Medelpad)
Gäddtjärnen är en sjö i Sundsvalls kommun i Medelpad och ingår i Selångersåns huvudavrinningsområde. Sjön har en area på 0,0674 kvadratkilometer och ligger 267,6 meter över havet.

## Delavrinningsområde
Gäddtjärnen ingår i det delavrinningsområde (693193-155360) som SMHI kallar för Inloppet i Västansjön. Medelhöjden är 262 meter över havet och ytan är 13,52 kvadratkilometer. Räknas de 10 avrinningsområdena uppströms in blir den ackumulerade arean 51,78 kvadratkilometer. Avrinningsområdets utflöde Selångersån mynnar i havet. Avrinningsområdet består mestadels av skog (89 procent). Avrinningsområdet har 0,18 kvadratkilometer vattenytor vilket ger det en sjöprocent på 1,3 procent.